# Александрія (стадіон)
Александрійський стадіон (араб. إستاد الإسكندرية) — футбольний стадіон з біговими доріжками в другому за величиною єгипетському місті Александрія, що вміщує 20 тисяч глядачів. Є домашньою ареною для клубів «Аль-Іттіхад», «Смуха» і «Ель-Олімпі». В даний час він пропонує 20 000 місць для відвідувачів. Комплекс розташований приблизно в трьох кілометрах від аеропорту Александрії і в п'яти кілометрах від центру міста.

## Історія
Побудований у 1929 році і вважається найстарішим нині діючи стадіоном в країні і в Африці. Александрійський стадіон дуже великий, через що північна трибуна знаходить достатньо далеко від поля.
Александрійський стадіон кілька разів був місцем проведення великих турнірів. З 1974 року на ньому пройшло три Кубка африканських націй (1974, 1986, 2006). Для четвертого турніру 2019 року об'єкт був значно реконструйований згідно вимогам КАФ. Крім того, на стадіоні проходили перші Середземноморські ігри, а також відбулися матчі юнацького чемпіонату світу 1997 року і молодіжного чемпіонату світу 2009 року.

## Важливі футбольні матчі

### Середземноморські ігри 1951
- 14.10.1951:  Греція —  Сирія 4:0
- 16.10.1951:  Єгипет —  Сирія 8:0
- 18.10.1951:  Єгипет —  Греція 0:2

### Кубок Африки 1974
- 3.3.1974, Група B:  Конго —  Маврикій 2:0
- 5.3.1974, Група B:  Конго —  Заїр 2:1
- 7.3.1974, Група B:  Конго —  Гвінея 2:1
- 9.3.1974, Півфінал:  Конго —  Замбія 2:4 д.ч.

### Кубок Африки 1986
- 8.3.1986, Група B:  Алжир —  Марокко 0:0
- 8.3.1986, Група B:  Камерун —  Замбія 3:2
- 11.3.1986, Група B:  Алжир —  Замбія 0:0
- 11.3.1986, Група B:  Камерун —  Марокко 1:1
- 14.3.1986, Група B:  Марокко —  Замбія 1:0
- 14.3.1986, Група B:  Камерун —  Алжир 3:2
- 17.3.1986, Півфінал:  Камерун —  Кот-д'Івуар 1:0

### Чемпіонат світу з футболу U-17 1997
- 6.9.1997, Група C:  Оман —  США 4:0
- 6.9.1997, Група C:  Австрія —  Бразилія 0:7
- 8.9.1997, Група C:  Оман —  Австрія 3:1
- 8.9.1997, Група C:  США —  Бразилія 0:3
- 10.9.1997, Група D:  Гана —  Коста-Рика 2:0
- 11.9.1997, Група C:  Оман —  Бразилія 1:3
- 14.9.1997, Чвертьфінал:  Бразилія —  Аргентина 2:0

### Кубок Африки 2006
- 22.1.2006, Група C:  Туніс —  Замбія 4:1
- 22.1.2006, Група C:  ПАР —  Гвінея 0:2
- 26.1.2006, Група C:  Замбія —  Гвінея 1:2
- 26.1.2006, Група C:  Туніс —  ПАР 2:0
- 30.1.2006, Група C:  Туніс —  Гвінея 0:3
- 30.1.2006, Група C:  Замбія —  ПАР 1:0
- 3.2.2006, Чвертьфінал:  Єгипет —  Конго 4:1
- 7.2.2006, Півфінал:  Єгипет —  Сенегал 2:1

### Чемпіонат світу з футболу U-20 2009
- 27.9.2009, Група F:  ОАЕ —  ПАР 2:2
- 27.9.2009, Група F:  Гондурас —  Угорщина 3:0
- 30.9.2009, Група F:  Угорщина —  ПАР 4:0
- 30.9.2009, Група F:  ОАЕ —  Гондурас 1:0
- 3.10.2009, Група F:  Угорщина —  ОАЕ 2:0
- 3.10.2009, Група F:  ПАР —  Гондурас 2:0
- 3.10.2009, Група E:  Коста-Рика —  Чехія 2:3
- 6.10.2009, 1/8 фіналу:  Угорщина —  Чехія 2:2, 4:3 пен.

### Кубок Африки 2019
- 22.6.2019, Група B:  Нігерія —  Бурунді 1:0
- 22.6.2019, Група B:  Гвінея —  Мадагаскар 2:2
- 26.6.2019, Група B:  Нігерія —  Гвінея 1:0
- 27.6.2019, Група B:  Мадагаскар —  Бурунді 1:0
- 30.6.2019, Група B:  Мадагаскар —  Нігерія 2:0
- 6.7.2019, 1/8 фіналу:  Мадагаскар —  ДР Конго

## Галерея

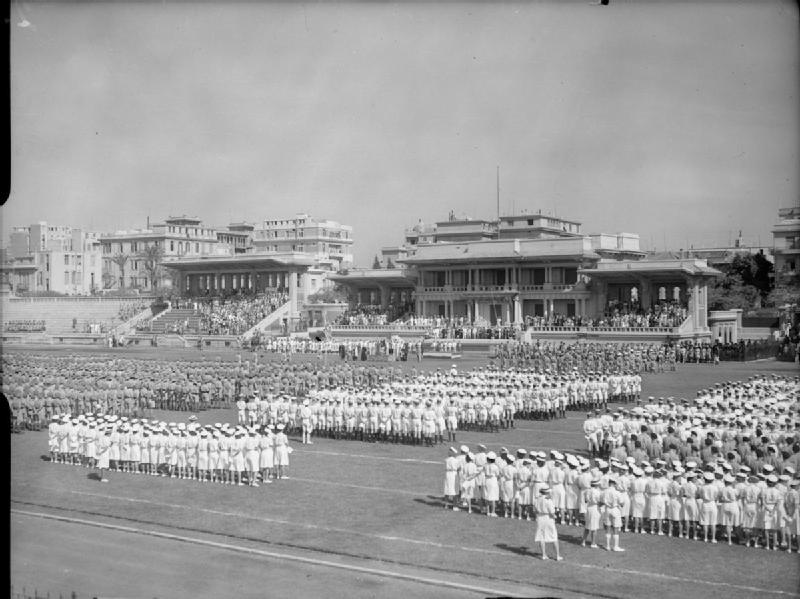
Королівський флот під час Другої світової війни на стадіоні в Александрії.
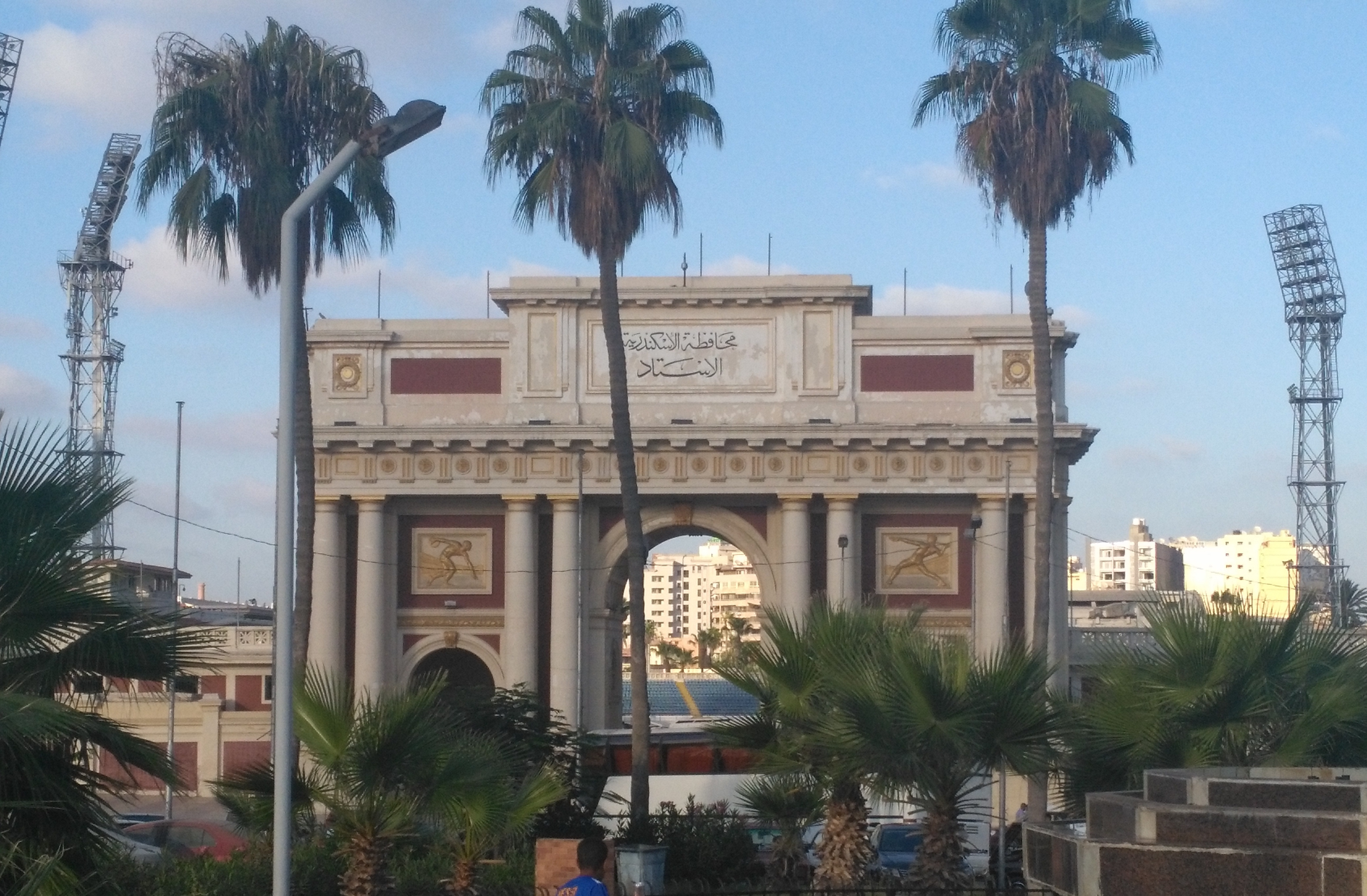
Вхідний портал стадіону (серпень 2016).